# مصانع عسكرية
 مصانع العسكرية  وهي المصانع بنيت خصيصا لتصنيع الاسلحة وتكون تحت اشراف الدولة لتزويد الجيش بالاسلحة الحديثة والمتطورة وتصنع أنواع عديدة من الاسلحة ابتداء من مسدسات وصولا إلى صناعة الطائرات حيث تحتاج إلى اموال وعمال كثير وتقوم بعمليات تصنيع كالاتي:

## صناعة المسدسات
وهي الصناعة تعتبر من ارخص الصناعات في الدول المتطورة حيث لاتحتاج إلى اموال كثيرة مقارنة بالصناعات الأخرى كما تعتبر المسدسات من اخف الاسلحة التي يمكن حملها مقارنة مع الاسلحة الأخرى 

## صناعة الرشاشات

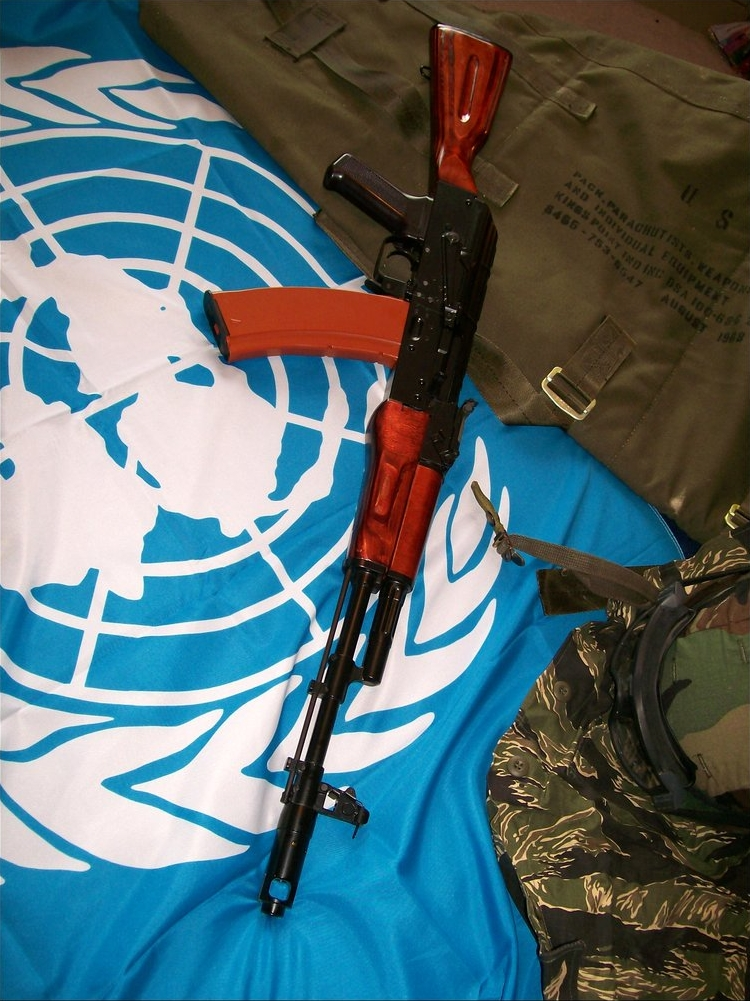
صورة لسلاحAk-74

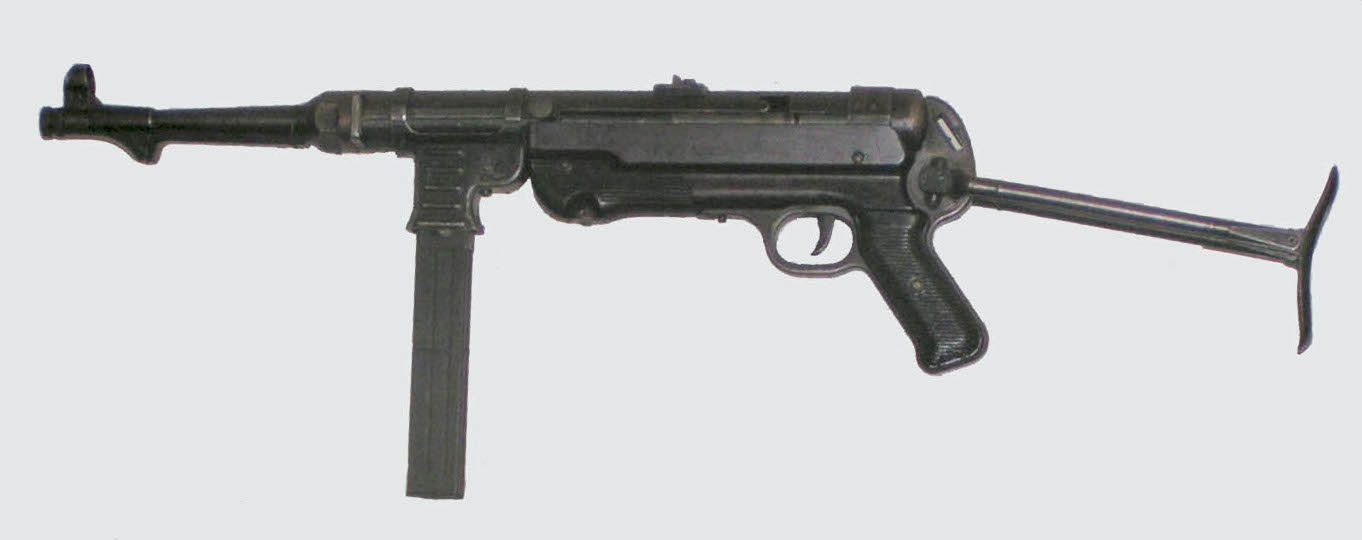

هذه الصناعة اغلى من صناعة المسدسات وتقوم بصناعة الرشاشات التي تعتبر من أهم عوامل الانتصار بالحروب لان جميع اقسام الجيش يقومون بحملها

## صناعة المدافع والهاونات

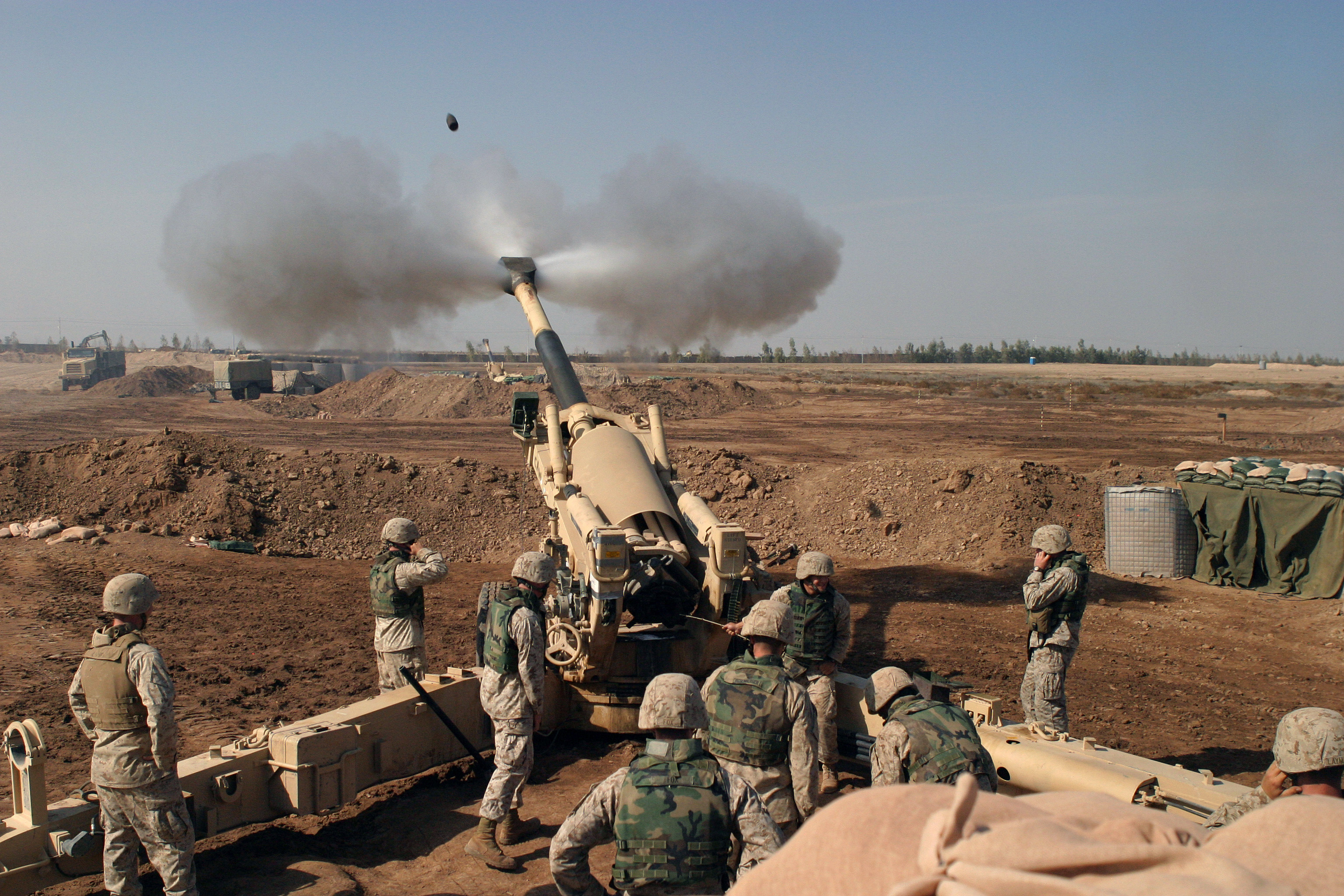
جنود المراينز في الفلوجة

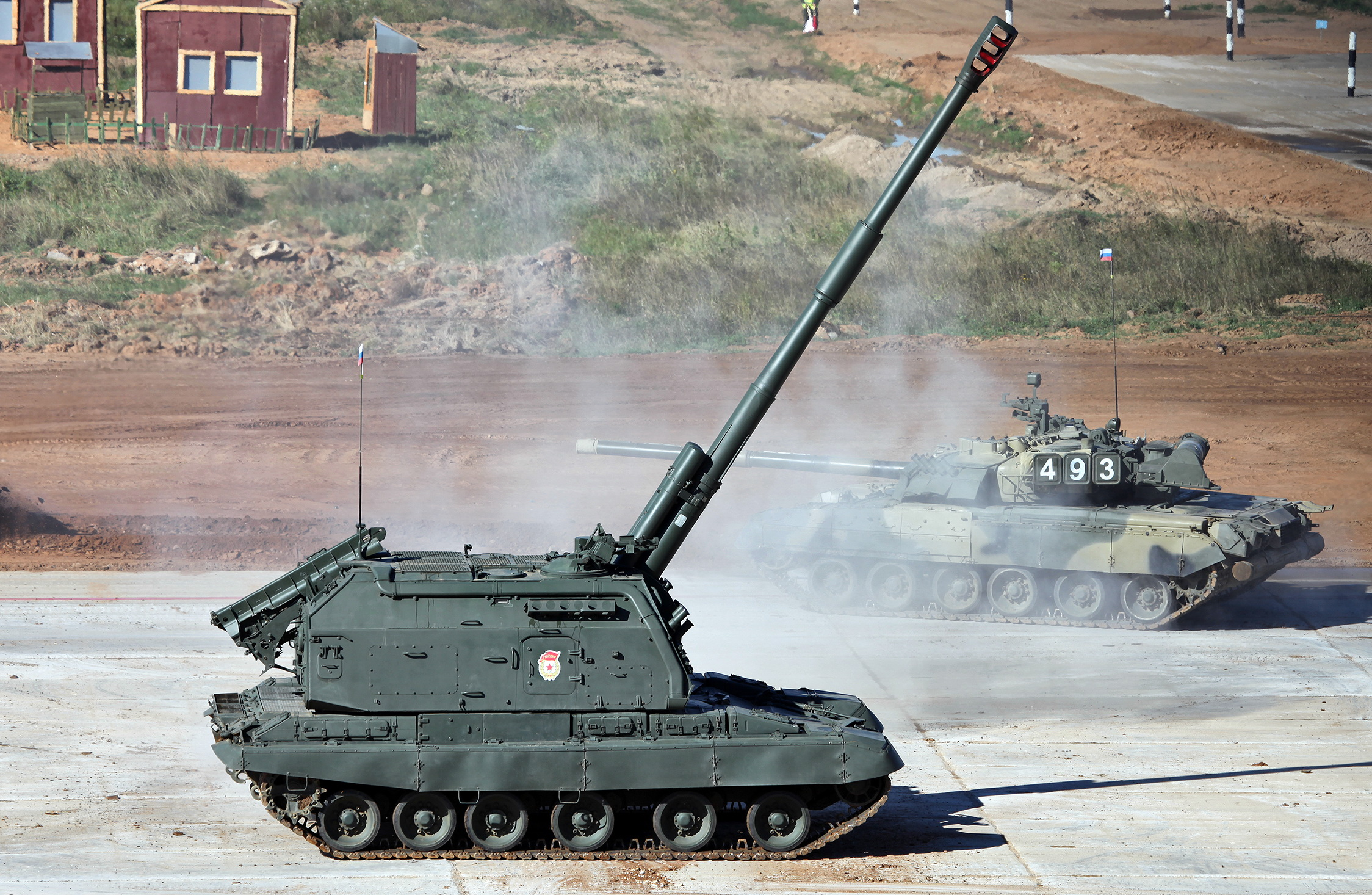

تعتبر من الصناعات المهمة في الجيش قد امتدت هذة الصناعة عبر الاف السنين واستخدمتها الدول المتطورة صناعيا في الحروب وقد اختلف مداها في الحرب حيث اشتهرت في استخداماتها خاصة في الحرب العالمية الثانية بين ألمانيا يقيادة هتلر والحلفاء من جه وألمانيا مع الاتحاد السوفيتي
كانت اهميتها قصف أو ضرب المناطق البعيدة 

## صناعة الدبابات

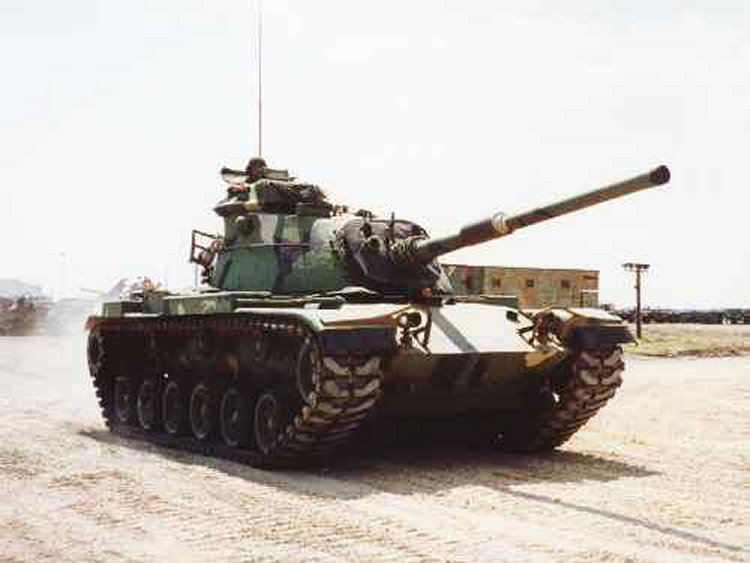
دبابة نابعة للجيش الأمريكي

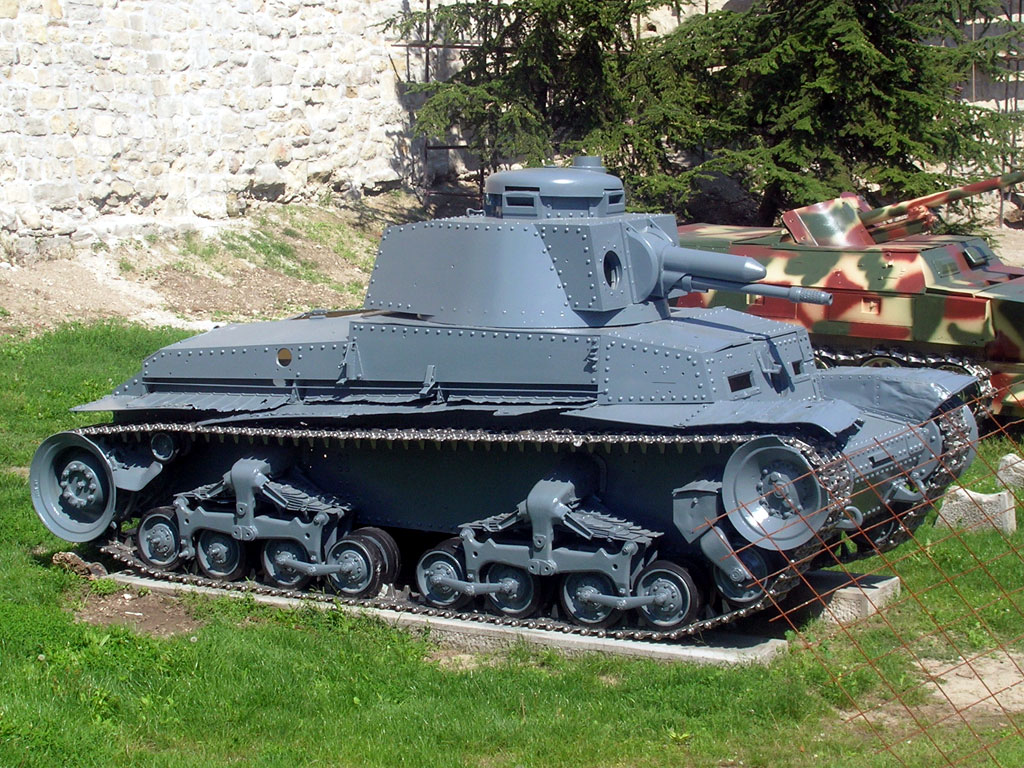
دبابة بانزر 35

وهي الصناعة المهمة في الحروب بسبب رخصها ونزولها في ساحة المعركة مثل معركة العلمين في مصر بين ألمانيا وبرطانيا عا 1942
وقد اختلف عملها إلى دبابات تحتوي على رشاش مضادللطائرات

## صناعة السفن والغواصات

تستخدم هذه الصناعة في تزويد القوات البحرية بالسفن ووالغواصات ويستفاد منها بالحروب البحرية

## صناعة الطائرات

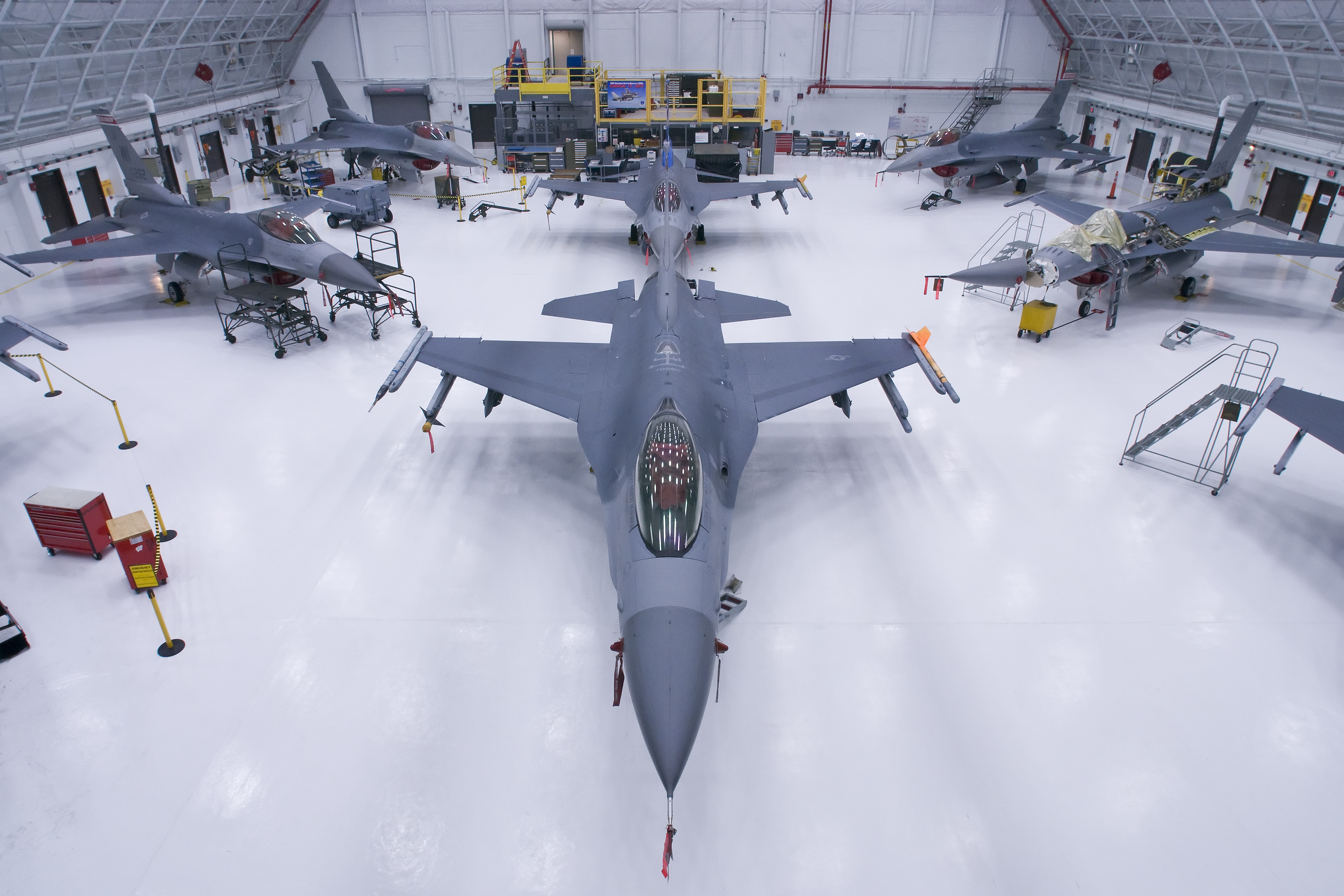
صناعة طائرة f16

تعتبر هذة الصناعة من أهم صناعات التي تصنع طائرات حربية التي تلعب دورا مهم في الحروب على اختلاف انواعها وتشمل
1. قاذفات القنابل

1. مقاتلات